# Sericini
Sericini is een tribus uit de familie van bladsprietkevers (Scarabaeidae). 